# Pohrebeț, Nijîn
Pohrebeț (în ucraineană Погребець) este un sat în așezarea urbană Losînivka din raionul Nijîn, regiunea Cernihiv, Ucraina.

## Demografie
Componența lingvistică a localității Pohrebeț
     Ucraineană (98,81%)
     Rusă (1,19%)
Conform recensământului din 2001, majoritatea populației localității Pohrebeț era vorbitoare de ucraineană (98,81%), existând în minoritate și vorbitori de rusă (1,19%).